# Manohar Thāna
Manohar Thāna är en ort i Indien.   Den ligger i distriktet Jhālāwār och delstaten Rajasthan, i den centrala delen av landet, 500 km söder om huvudstaden New Delhi. Manohar Thāna ligger 337 meter över havet och antalet invånare är 10 100.
Terrängen runt Manohar Thāna är huvudsakligen platt. Manohar Thāna ligger nere i en dal. Runt Manohar Thāna är det ganska tätbefolkat, med 111 invånare per kvadratkilometer. Det finns inga andra samhällen i närheten. Trakten runt Manohar Thāna består till största delen av jordbruksmark.